# Samuel Brunner
Samuel Brunner (* 4. November 1790 in Bern; † 17. Mai 1844 in Bern) war ein Schweizer Arzt, Botaniker, Ethnologe und Naturforscher.

## Leben
Samuel Brunner kam als Sohn des gleichnamigen Samuel Brunner, Tuchherr, Grossrat und Gutsbesitzer, und der Maria Leüw zur Welt. Er promovierte 1813 zum Dr. med. an der Universität Würzburg und erhielt 1814 das bernische Arztpatent. 1813 wurde er Militärarzt. Brunner betätigte sich mehr und mehr als Naturforscher, Botaniker und Ethnologe. Er reiste 1826 nach Italien und Malta, 1831 auf die Krim, 1838 nach Senegambia (Senegal, Gambia) und auf die Kapverdischen Inseln.
Seine Sammlungen und sein Herbar befindet sich im Museum zu Allerheiligen in Schaffhausen.

## Schriften
- Streifzug durch das östliche Ligurien, Elba, die Ostküste Siciliens, und Malta, zunächst in Bezug auf Pflanzenkunde im Sommer 1826 unternommen. Winterthur 1828 (Digitalisat in der Google-Buchsuche).
- Ausflug über Constantinopel nach Taurien im Sommer 1831. St. Gallen 1833 (Digitalisat in der Google-Buchsuche).
- Reise nach Senegambien und den Inseln des grünen Vorgebirges im Jahre 1838. Bern 1840 (Digitalisat in der Google-Buchsuche).